# Алеко (точка)

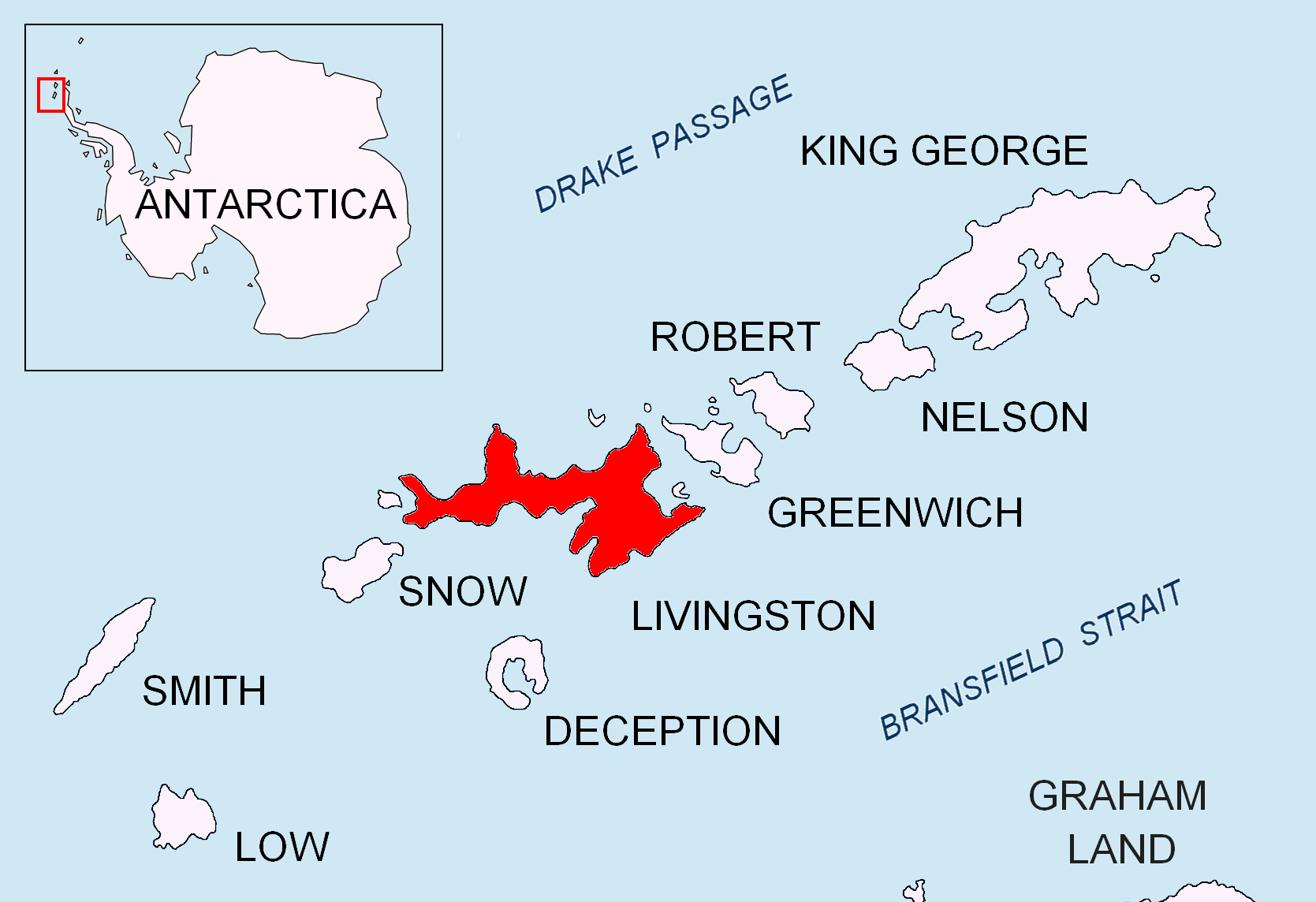
Розташування острова Лівінгстон на Південних Шетландських островах.

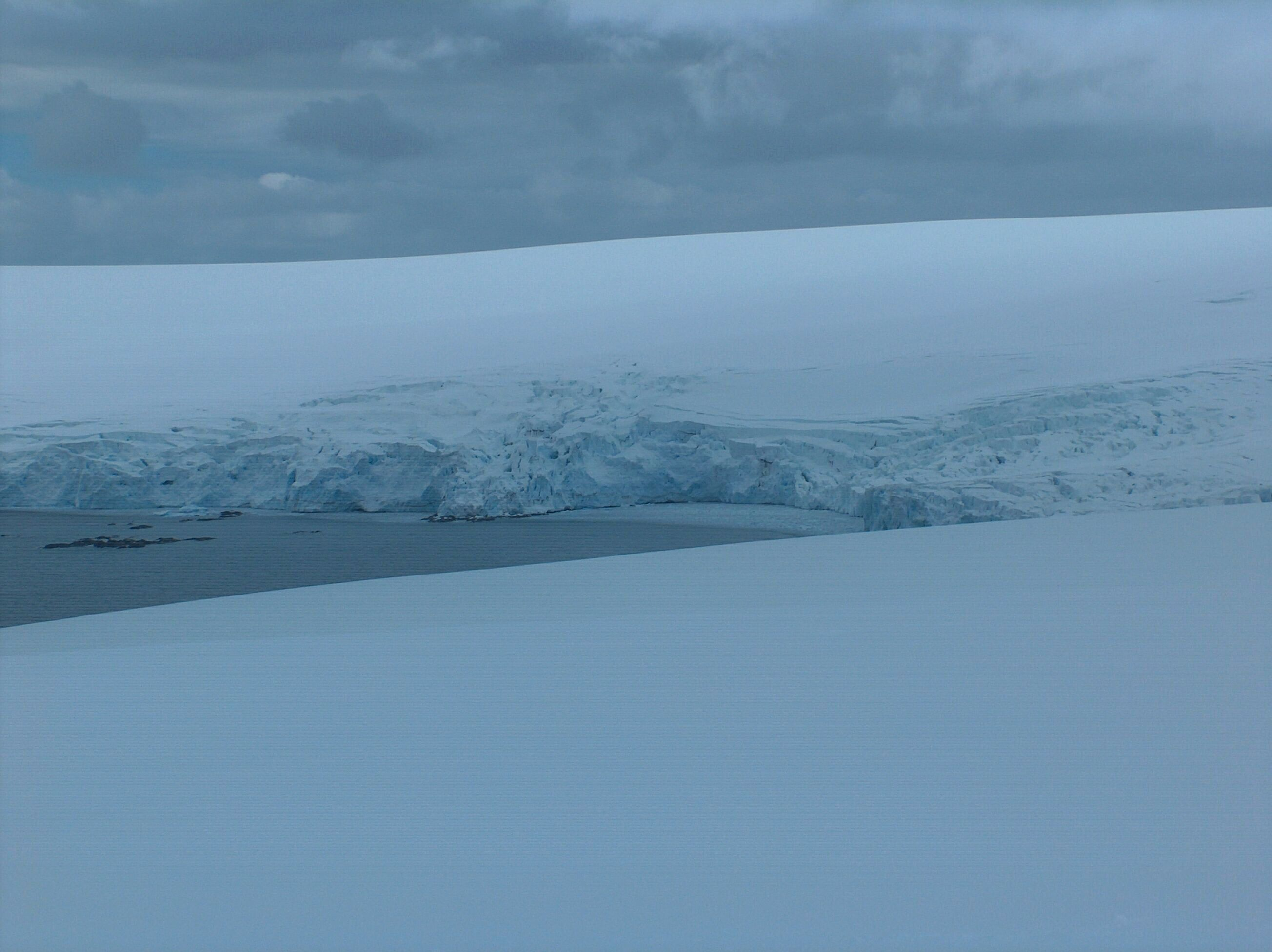
Точка Алеко із Балканського снігового поля.

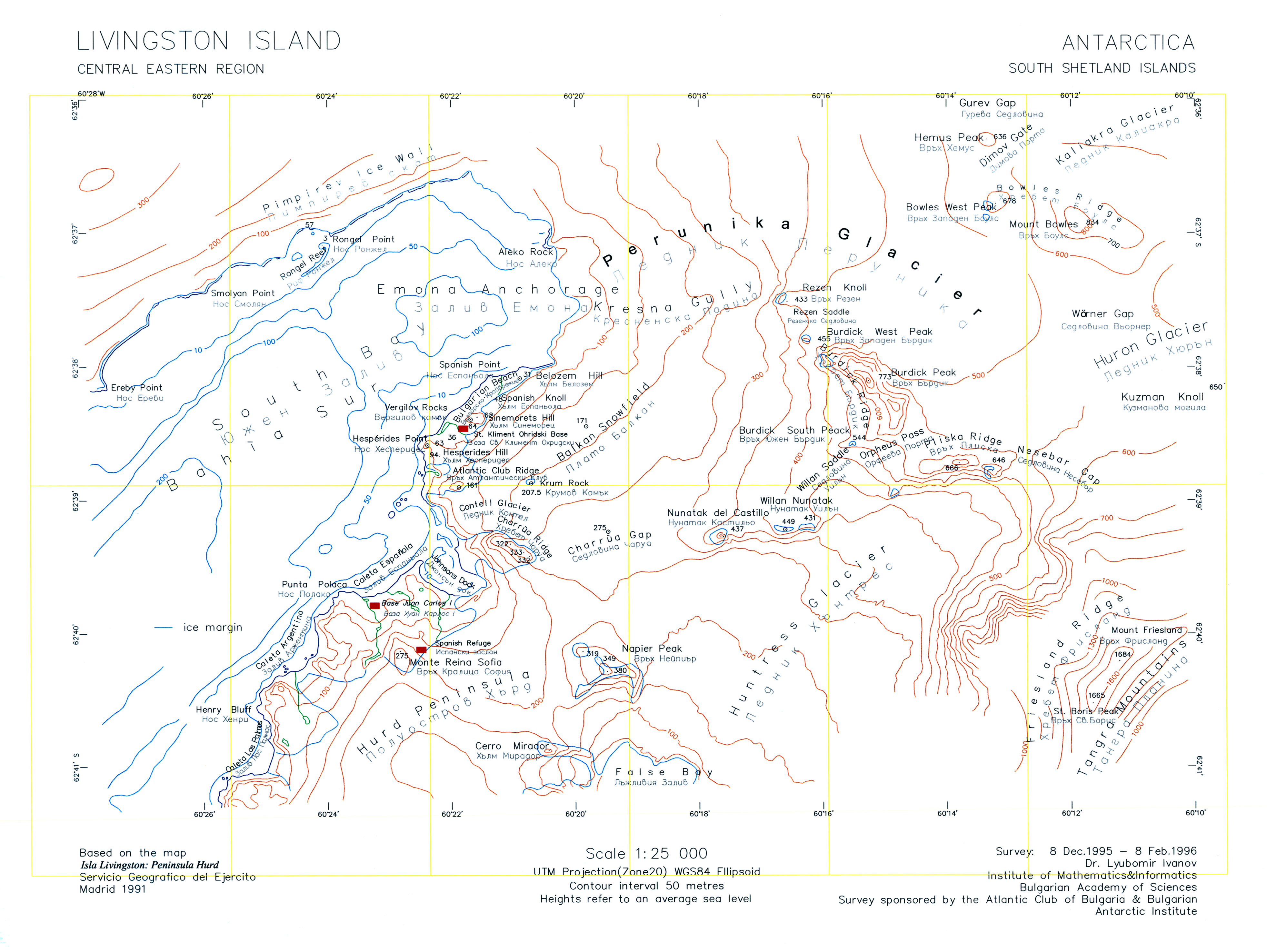
Топографічна мапа центрально-східного острова Лівінгстон із позначкою Алеко-Пойнт.

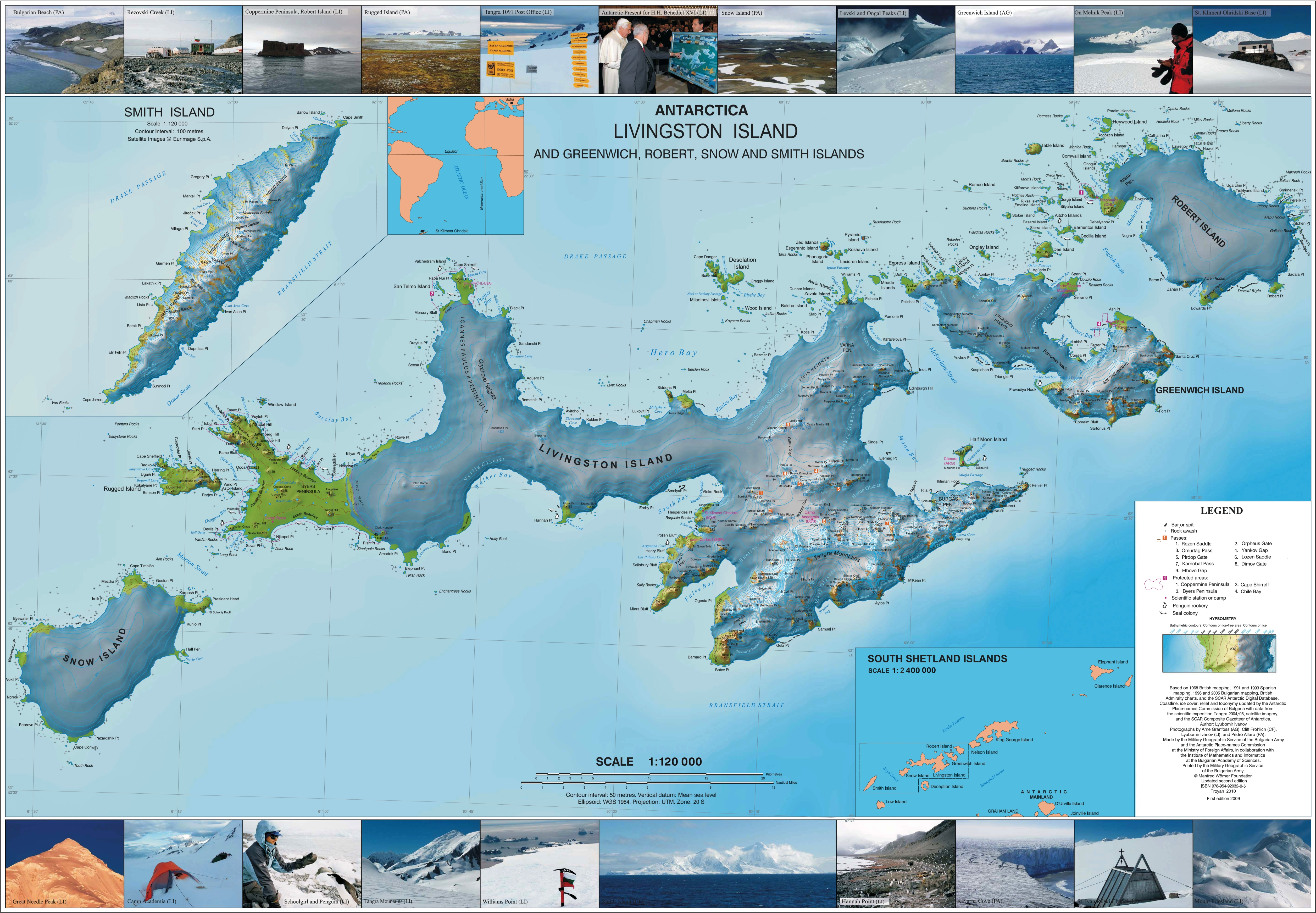
Топографічна карта островів Лівінгстон, Гринвіч, Роберт, Сноу та Сміт.

Точка Алеко (Nos Aleko \ 'nos a-'le-ko \, також скеля Алеко) — це скеляста точка на півдорозі уздовж північно-східного антарктичного узбережжя Емони-Анкоридж на сході острова Лівінгстон, що виходить на 150 метрів на захід від південного заходу.
Безіменна бухта завширшки 400 метрів відступає на 250 метрів на північ від північного заходу, а два ланцюги скель тягнуться на 80 та 50 метрів у західному напрямку.
Точка з'явилася під час недавнього відступу льодовика і вперше була записана в болгарському записі в лютому 1995 року.
Алеко — назва вершини гори Рила та ділянки на горі Вітоша, названої на честь Алеко Константинова (1863–97), видатного письменника та прихильника вивчення пустелі.

## Розташування
Точка Алеко знаходиться за координатами 62°37′03.2″ пд. ш. 60°20′04″ зх. д. / 62.617556° пд. ш. 60.33444° зх. д., що є 2 км на північ-північний схід від Іспанської точки, 3,58 км на північний схід на північ від точки Хесперидеса і 6.71 км на схід-північний схід від точки Еребі.

## Дивитися також
- List of Bulgarian toponyms in Antarctica
- Antarctic Place-names Commission

## Карти
- Л. Л. Іванов та ін. Антарктида: острів Лівінгстон та острів Гринвіч, Південні Шетландські острови . Масштаб 1: 100000 топографічної карти. Софія: Антарктична комісія з географічних назв Болгарії, 2005.
- Л. Л. Іванов. Антарктида: острови Лівінгстон та Гринвіч, Роберт, Сноу та Сміт [Архівовано 24 квітня 2008 у Wayback Machine.] . Масштаб 1: 120000 топографічної карти. Троян: Фонд Манфреда Вернера, 2009.